# Вана-Койола
Вана-Койола (ест. Vana-Koiola) — село в Естонії, входить до складу волості Лахеда, повіту Пилвамаа.